# Ressurrecionistas no Reino Unido

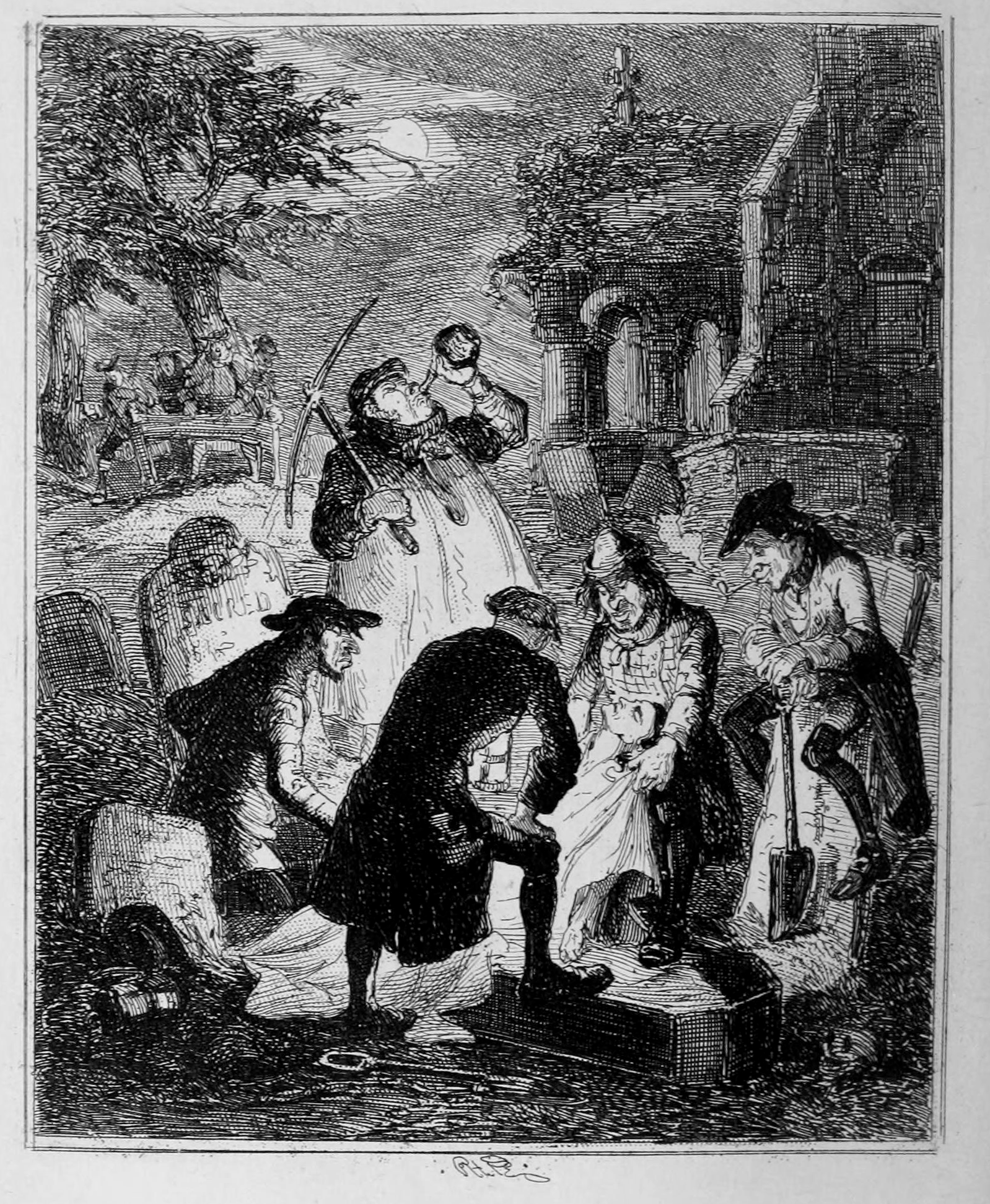
Resurrectionists (1847), por Hablot Knight Browne. Esta ilustração acompanha o relato de John Holmes e Peter Williams, que, por desenterrar cadáveres em 1777, foram publicamente açoitados de en a en.

Ressurreicionistas eram ladrões de cadáveres [en] comumente contratados por anatomistas no Reino Unido durante os séculos XVIII e XIX para exumar corpos de pessoas recém-falecidas. Entre 1506 e 1752, poucos cadáveres estavam legalmente disponíveis a cada ano para pesquisas anatômicas. O suprimento aumentou quando, na tentativa de intensificar o efeito dissuasor da pena de morte [en], o Parlamento aprovou a Lei do Assassinato de 1752 [en]. Ao permitir que juízes substituíssem a exibição pública [en] de criminosos executados por dissecação (um destino geralmente visto com horror), a nova lei aumentou significativamente o número de corpos que os anatomistas podiam acessar legalmente. Ainda assim, isso não foi suficiente para atender às necessidades dos hospitais e centros de ensino que surgiram no século XVIII. Cadáveres e suas partes tornaram-se uma mercadoria, mas, embora a prática de desenterrar corpos fosse odiada pelo público, os corpos não eram legalmente considerados propriedade de ninguém. Assim, os ressurreicionistas operavam em uma lacuna legal.
Apesar disso, ressurreicionistas pegos em flagrante corriam o risco de ataques físicos. Medidas para detê-los incluíam maior segurança em cemitérios. Guardas noturnos patrulhavam os locais, os ricos colocavam seus mortos em caixões seguros, barreiras físicas, como grades de proteção para covas [en] e lajes pesadas, que dificultavam a extração de corpos. Os ladrões de cadáveres não eram os únicos alvos; na visão do público, a Lei de 1752 transformava os anatomistas em agentes da lei, executores da pena de morte. Tumultos em locais de execução, de onde os anatomistas coletavam corpos legalmente, eram comuns.
A situação chegou ao ápice após os assassinatos cometidos por Burke e Hare [en] em 1828. O Parlamento respondeu criando o Comitê Seleto [en] de 1828 sobre anatomia, cujo relatório destacou a importância da ciência anatômica e recomendou que os corpos de indigentes fossem usados para dissecação. Em resposta à descoberta, em 1831, de uma gangue conhecida como London Burkers [en], que aparentemente se inspirava em Burke e Hare, o Parlamento debateu um projeto de lei apresentado por Henry Warburton [en], autor do relatório do Comitê Seleto. Embora não tornasse o roubo de corpos ilegal, a Lei da Anatomia de 1832 [en] encerrou efetivamente o trabalho dos ressurreicionistas ao permitir que anatomistas acessassem os mortos das casas de trabalho.

## Contexto legal

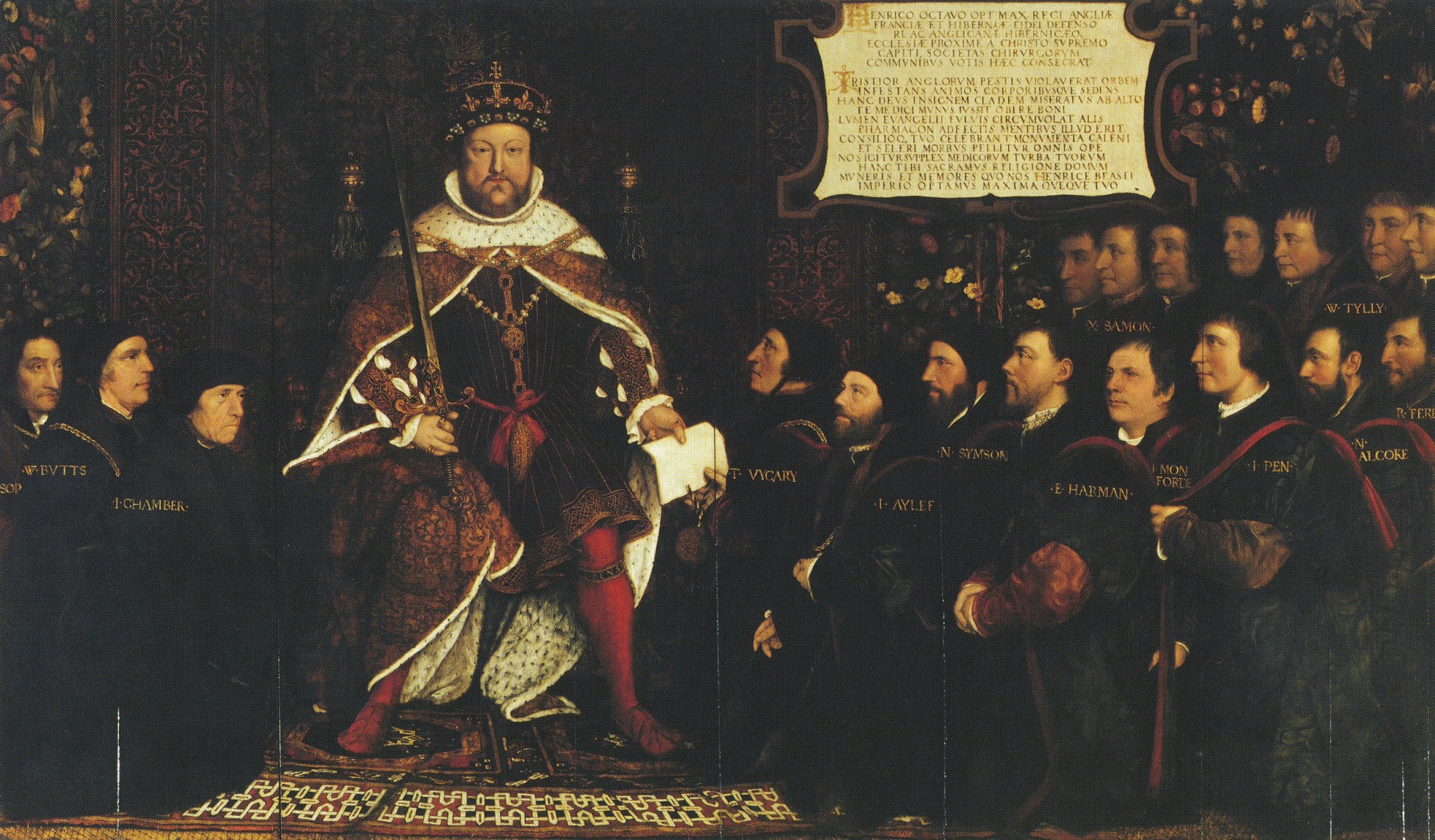
Henrique VIII e os Cirurgiões-Barbeiros (1543), por Hans Holbein, o Jovem. A pesquisa anatômica em cadáveres humanos foi legalizada na Inglaterra em 1540.

Cadáveres humanos têm sido dissecados por médicos desde pelo menos o século III a.C., mas, ao longo da história, visões religiosas predominantes sobre a profanação de corpos muitas vezes levaram esse trabalho a ser realizado em segredo. A Igreja Cristã proibiu a dissecação humana até o século XIV, quando a primeira anatomização registrada de um cadáver ocorreu em Bolonha. Até então, a pesquisa anatômica limitava-se à dissecação de animais. Na Grã-Bretanha, a dissecação humana foi proibida por lei até 1506, quando o rei Jaime IV da Escócia concedeu patronato real aos Cirurgiões-Barbeiros de Edimburgo [en], permitindo-lhes dissecar os "corpos de certos criminosos executados". A Inglaterra seguiu em 1540, quando Henrique VIII concedeu patronato à Companhia de Cirurgiões-Barbeiros, permitindo acesso a quatro criminosos executados por ano (posteriormente, Carlos II aumentou esse número para seis). Elizabeth I concedeu ao Royal College of Physicians [en] o direito de anatomizar quatro criminosos anualmente em 1564.
Vários hospitais e centros de ensino importantes foram estabelecidos na Grã-Bretanha durante o século XVIII, mas, com poucos corpos legalmente disponíveis para dissecação, essas instituições enfrentavam graves escassezes. Algumas autoridades locais tentaram aliviar o problema, com sucesso limitado; em 1694, Edimburgo permitiu que anatomistas dissecassem corpos "encontrados mortos nas ruas, e os corpos de pessoas que morrem de morte violenta... que não tenham ninguém para reclamá-los". Vítimas de suicídio, bebês mortos durante o parto e corpos não reclamados de crianças abandonadas também eram entregues. Apesar do respaldo do direito consuetudinário, os anatomistas às vezes tinham dificuldade em coletar o que lhes era concedido. Alimentadas pelo ressentimento com a facilidade com que a pena de morte era aplicada e por crenças supersticiosas, multidões frequentemente tentavam impedir que os corpos de criminosos executados fossem entregues às autoridades. Tumultos em locais de execução eram comuns; preocupados com possíveis distúrbios, em 1749, o Xerife de Londres [en] ignorou os cirurgiões e entregou os mortos aos seus parentes.
Esses problemas, aliados ao desejo de aumentar o efeito dissuasor da pena de morte, resultaram na aprovação da Lei do Assassinato de 1752. Ela exigia que "todo assassino, após a execução, fosse dissecado ou pendurado em correntes". A dissecação era geralmente vista como "um destino pior que a morte"; permitir que juízes substituíssem a exibição pública por dissecação buscava invocar esse horror. Embora a lei tenha dado aos anatomistas acesso estatutário a muito mais cadáveres do que antes, isso ainda era insuficiente. Para aumentar o suprimento, alguns cirurgiões ofereciam dinheiro para cobrir despesas prisionais e custos de roupas funerárias de prisioneiros condenados, enquanto subornos eram pagos a oficiais presentes nos cadafalsos, às vezes levando a situações em que corpos não legalmente destinados à dissecação eram tomados.

## Comoditização
Casos documentados de roubo de sepulturas para fins médicos remontam a 1319. O polímata do século XV Leonardo da Vinci pode ter dissecado secretamente cerca de 30 corpos, embora sua procedência permaneça desconhecida. Na Grã-Bretanha, a prática parece ter sido comum no início do século XVII. Por exemplo, o epitáfio de William Shakespeare em sua lápide na Igreja da Santíssima Trindade [en] em Stratford-upon-Avon diz: "Bom amigo, pelo amor de Jesus, não caves a poeira aqui encerrada. Bendito seja o homem que poupar estas pedras, e amaldiçoado seja aquele que mover meus ossos". Em 1678, anatomistas foram suspeitos de envolvimento no desaparecimento do corpo de um cigano executado. Contratos emitidos em 1721 pelo Colégio de Cirurgiões de Edimburgo incluem uma cláusula orientando os alunos a não se envolverem em exumações, sugerindo, segundo a historiadora Ruth Richardson, que os alunos já haviam feito o oposto. Alunos acompanhavam ladrões de cadáveres profissionais como observadores e, segundo relatos, obtinham e pagavam por corpos humanos para seus estudos, o que talvez indique que seus tutores eram coniventes.
Há muito se acredita que a remoção não autorizada de corpos de cemitérios londrinos tornou-se comum na década de 1720 e que corpos frescos provavelmente sofreram comoditização, provavelmente como resultado direto da falta de corpos legalmente disponíveis para pesquisa anatômica. Pesquisas recentes descobriram e examinaram uma série de casos iniciais de roubo de corpos em cemitérios. Esses casos sugerem que a prática surgiu em Londres na década de 1710, que as primeiras perseguições conhecidas por roubo de corpos provavelmente estabeleceram precedentes judiciais em Londres e que os roubos eram geralmente bem organizados e por procuração. A maioria (se não todos) desses incidentes foi perpetrada por cirurgiões formados no Hospital St Thomas [en], que subornavam sacristãos e coveiros corruptos para roubar em seu nome, e depois dissecavam os corpos roubados durante cursos privados de anatomia.
| “                                                         | A Corporação dos Ladrões de Corpos, segundo me informaram, sustenta a si mesma e suas famílias muito confortavelmente; e que ninguém deveria se surpreender com o nome de tal Sociedade, as recentes ressurreições nos cemitérios de St. Saviour, St. Giles e St. Pancras são exemplos memoráveis desta louvável profissão. | ” |
| — A View of London and Westminster: or, The Town Spy, &c. | |   |

Corpos e suas partes eram comercializados como qualquer outra mercadoria: embalados em recipientes adequados, salgados e preservados, armazenados em porões e cais, e transportados em carroças, carroças e barcos. Incentivadas pela concorrência acirrada, as escolas de anatomia geralmente pagavam mais rapidamente que seus pares, que incluíam cirurgiões individuais, artistas e outros interessados em anatomia humana. Como testemunhou um ladrão de corpos, "um homem pode ganhar a vida bem se for sóbrio, agir com julgamento e fornecer as escolas".

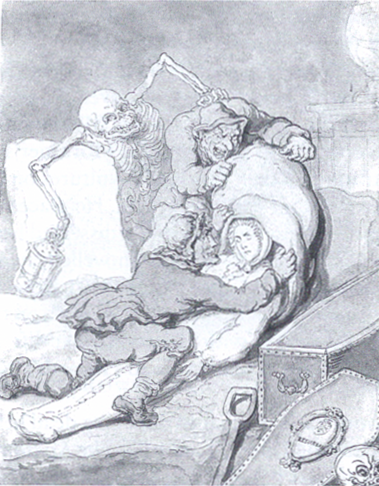
Homens da Ressurreição, por Thomas Rowlandson. Observados por um esqueleto, dois ladrões de corpos colocam um cadáver exumado em um saco.

Em Londres, no final do século XVIII, os anatomistas podem ter delegado quase inteiramente o roubo de sepulturas aos ladrões de corpos, ou, como eram comumente chamados, ressurreicionistas. Uma gangue de quinze homens, descoberta em Lambeth em 1795, fornecia "oito cirurgiões de reputação pública e um homem que se autodenomina Articulador". O relatório sobre suas atividades lista um preço de duas guinéus e uma coroa [en] por um cadáver, seis xelins pelo primeiro pé e nove pénis por polegada "para tudo o que ultrapassar em comprimento". Esses preços não eram fixos; o valor no mercado negro dos cadáveres variava consideravelmente. Em depoimento ao Comitê Seleto de 1828 sobre Anatomia, o cirurgião Astley Cooper afirmou que, em 1828, o preço de um cadáver era cerca de oito guinéus, mas que ele já havia pago de dois a catorze guinéus anteriormente; outros afirmaram ter pago até vinte guinéus por cadáver. Comparado aos cinco xelins que um tecelão de seda do East End podia ganhar por semana, ou a única guiné que um criado de uma casa rica recebia, essas eram quantias consideráveis, tornando o roubo de corpos um negócio altamente lucrativo. Cirurgiões no Colégio Real em Edimburgo reclamaram que os ressurreicionistas estavam lucrando excessivamente, especialmente quando escassezes locais aumentavam os preços. Um cirurgião disse ao Comitê Seleto que acreditava que os ladrões de corpos manipulavam o mercado em seu próprio benefício, embora nenhuma crítica tenha sido feita ao "Clube de Anatomia", uma tentativa dos anatomistas de controlar o preço dos corpos em seu benefício.
Os preços também variavam dependendo do tipo de cadáver à venda. Com maior oportunidade para o estudo da musculatura, homens eram preferíveis às mulheres, enquanto aberrações eram mais valorizadas. O corpo de Charles Byrne [en], o chamado "Gigante Irlandês", foi comprado por cerca de £500 por John Hunter. O esqueleto de Byrne permanece em exposição no Colégio Real de Cirurgiões da Inglaterra. Corpos de crianças também eram comercializados, como "pequenos grandes", "pequenos" ou fetos. Partes de cadáveres, como um couro cabeludo com cabelos longos ou dentes de boa qualidade, também alcançavam bons preços — não por seu valor intrínseco para o anatomista, mas porque eram usados para restaurar os vivos.
| “            | A ressurreição foi uma das atividades mais secretas do submundo da época, e muito pouco sobre ela veio à tona. | ” |
| — Sarah Wise | |   |

Sem números confiáveis sobre o número de dissecções realizadas na Grã-Bretanha do século XVIII, a verdadeira escala do roubo de corpos só pode ser estimada. Richardson sugere que, nacionalmente, vários milhares de corpos eram roubados a cada ano. O Comitê Seleto de 1828 relatou que, em 1826, 592 corpos foram dissecados por 701 estudantes. Em 1831, apenas 52 de 1.601 penas de morte proferidas foram executadas, um número muito pequeno para atender à demanda. Como os corpos não eram considerados propriedade e não podiam ser possuídos nem roubados, o roubo de corpos permanecia quase legal, sendo o crime cometido contra a sepultura, não contra o corpo. Nas raras ocasiões em que eram pegos, os ressurreicionistas poderiam receber um açoitamento público ou uma sentença por crimes contra os costumes públicos, mas geralmente a prática era tratada pelas autoridades como um segredo aberto e ignorada. Uma exceção notável ocorreu em Great Yarmouth em 1827, com a captura de três ressurreicionistas. Em uma época em que ladrões eram regularmente desterrados por roubo, dois dos ladrões de corpos foram liberados, e o terceiro, enviado a Londres para julgamento, foi preso por apenas seis meses. Os ressurreicionistas também eram auxiliados pela anatomização do corpo; como o processo também destruía as evidências, uma acusação bem-sucedida era improvável.

## Ressurreição

### Método

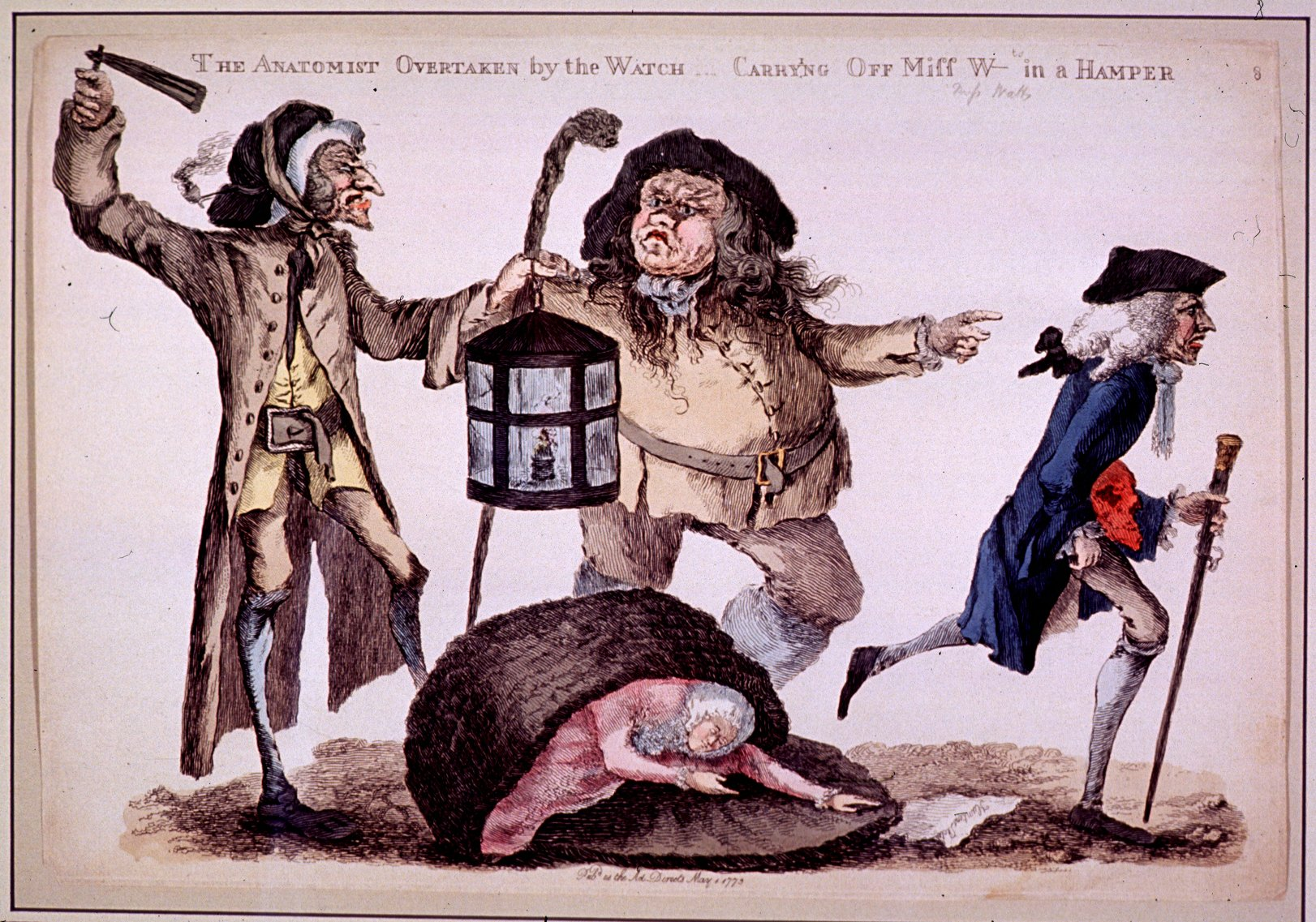
O Anatomista Surpreendido pela Patrulha (1773), por en. Uma caricatura de John Hunter escapando de dois vigias.

Os ressurreicionistas geralmente encontravam cadáveres por meio de uma rede de informantes. Sacristão, coveiros, agentes funerários e autoridades locais conspiravam para receber uma parte dos lucros. Trabalhando em pequenos grupos à noite, com uma "lanterna escura", seu modus operandi consistia em cavar um buraco — às vezes usando uma pá de madeira, mais silenciosa — até uma extremidade do caixão. Para disfarçar a atividade, a terra era, por vezes, jogada sobre uma lona ao lado da sepultura. Um saco abafador de som era colocado sobre a tampa, que então era levantada. O peso da terra no restante da tampa quebrava a madeira, permitindo que os ladrões retirassem o corpo. O cadáver era despido, amarrado e colocado em um saco. Todo o processo podia ser concluído em 30 minutos. Mover o corpo de um indigente era menos trabalhoso, pois esses corpos frequentemente eram mantidos em valas comuns, deixadas abertas ao ambiente até serem preenchidas, o que podia levar semanas.
Se fossem pegos em flagrante, os ladrões de corpos podiam ficar à mercê da população local. Um confronto violento ocorreu em um cemitério em Dublin em 1828, quando um grupo de enlutados enfrentou ressurreicionistas. Os aspirantes a ladrões de corpos recuaram, mas retornaram horas depois com reforços. Os enlutados também aumentaram seu número e ambos os grupos portavam armas de fogo. Uma "saraivada de balas, chumbos e perdigotos dos ressurreicionistas" provocou uma "descarga de armas de fogo dos defensores". O combate corpo a corpo incluiu o uso de picaretas, até que os ressurreicionistas se retiraram. Na mesma cidade, um homem pego removendo um cadáver de um cemitério em Hollywood foi baleado e morto em 1832. No mesmo ano, três homens foram apreendidos enquanto transportavam os corpos de dois idosos, perto de Deptford, em Londres. Quando rumores se espalharam de que os corpos eram de vítimas de assassinato, uma grande multidão se reuniu fora da delegacia. Quando os suspeitos foram levados para os magistrados locais, a força policial de cerca de 40 homens teve dificuldade em "evitar que seus prisioneiros fossem sacrificados pela multidão indignada, que estava ansiosa para infligir a punição que achava que mereciam".

### Gangues

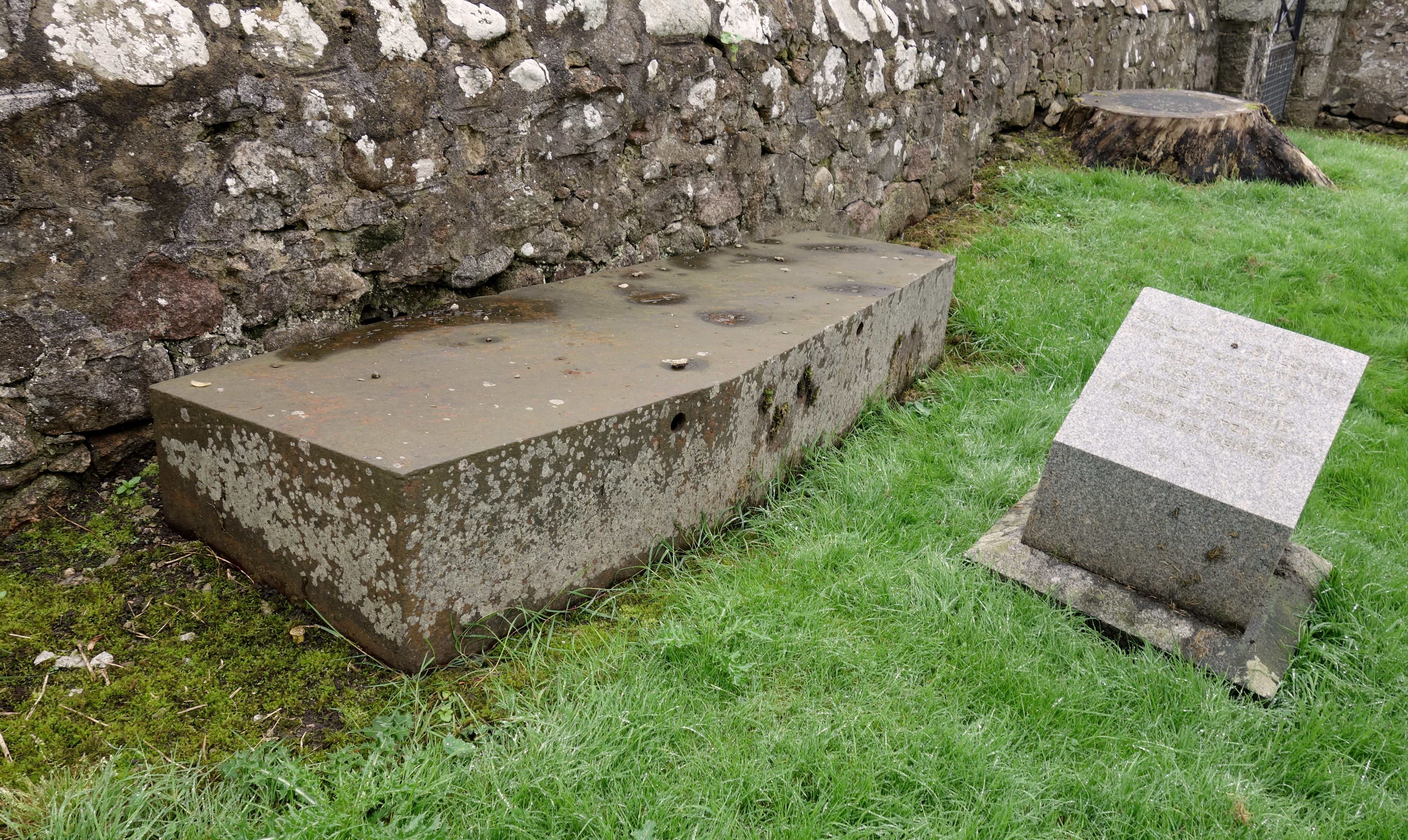
Um mortsafe em en, Escócia.

Até sete gangues de ressurreicionistas podem ter operado em 1831. O Comitê Seleto de 1828 sobre Anatomia acreditava que havia cerca de 200 ressurreicionistas em Londres, a maioria trabalhando meio período. A Gangue do Bairro de Londres, ativa de cerca de 1802 a 1825, em seu auge contava com pelo menos seis homens, liderados inicialmente por um ex-porteiro de hospital chamado Ben Crouch e, posteriormente, por um homem chamado Patrick Murphy. Sob a proteção de Astley Cooper, a gangue de Crouch fornecia algumas das maiores escolas de anatomia de Londres, mas as relações nem sempre eram amistosas. Em 1816, a gangue cortou o fornecimento para a Hospital St Thomas, exigindo um aumento de duas guinéus por cadáver. Quando a escola respondeu usando freelancers, membros da gangue invadiram as salas de dissecação, ameaçaram os estudantes e atacaram os corpos. A polícia foi chamada, mas, preocupada com publicidade negativa, a escola pagou a fiança dos atacantes e abriu negociações. A gangue também tentou eliminar rivais, às vezes profanando um cemitério (tornando-o inseguro para roubo por semanas) e, em outras ocasiões, denunciando ressurreicionistas freelancers à polícia, recrutando-os após a libertação. Joshua Naples, que escreveu O Diário de um Ressurreicionista, uma lista de suas atividades de 1811 a 1812, foi um desses indivíduos. Entre as entradas detalhando os cemitérios que saqueou, as instituições que abasteceu, quanto foi pago e sua embriaguez, o diário de Naples menciona a incapacidade de sua gangue de trabalhar sob lua cheia, a impossibilidade de vender um corpo considerado "pútrido" e o abandono de um corpo suspeito de estar infectado com varíola.
Multidões violentas não eram o único problema enfrentado pelos ladrões de corpos. Naples também escreveu sobre encontros com "patrulhas" e como "cães nos atacaram", referências a algumas das medidas tomadas para proteger sepulturas contra sua laia. A aristocracia e os muito ricos colocavam seus mortos em caixões triplos, túmulos e capelas privadas, às vezes guardados por criados. Para os menos abastados, caixões duplos estavam disponíveis, enterrados em terrenos privados em sepulturas profundas. Defesas mais básicas incluíam a colocação de pesos pesados sobre o caixão ou simplesmente encher a sepultura com pedras em vez de terra. Tais medidas às vezes eram em vão; pelo menos um cemitério de Londres pertencia a um anatomista que, segundo relatos, "obtinha um fornecimento famoso [de cadáveres]... e podia cobrar um preço considerável para enterrar um corpo ali, para depois receber de seus alunos de oito a doze guinéus por desenterrá-lo novamente!" Criações mais elaboradas incluíam o Caixão Patenteado, um dispositivo de ferro com molas ocultas para impedir a abertura da tampa. Corpos eram às vezes presos dentro de seus caixões por tiras de ferro, enquanto outros projetos usavam parafusos especiais para reforçar faixas metálicas ao redor do caixão. Na Escócia, gaiolas de ferro chamadas mortsafes envolviam caixões enterrados ou eram fixadas em uma fundação de concreto, cobrindo toda a sepultura. Algumas cobriam mais de um caixão, enquanto outras eram grades de ferro fixadas sob grandes lajes de pedra, enterradas com o caixão. Elas podem não ter sido seguras o suficiente; como observou um escritor do século XX, um caixão vazio encontrado sob um mortsafe enterrado em Aberlour [en] provavelmente foi "aberto durante a noite após o funeral e cuidadosamente fechado novamente, de modo que a perturbação do solo passou despercebida ou foi atribuída ao enterro original".

### Outros métodos
Ocasionalmente, ressurreicionistas pagavam mulheres para se passarem por parentes enlutadas, a fim de reivindicar um corpo de uma casa de trabalho. Algumas paróquias pouco faziam para impedir essa prática, pois isso reduzia suas despesas funerárias. Corpos também eram retirados de depósitos de cadáveres [en]; um criado de Astley Cooper foi forçado a devolver três corpos, no valor de £34 e 2 xelins, a um depósito de cadáveres na paróquia de Newington. Subornos também eram pagos, geralmente a criados de empregadores recém-falecidos que estavam em exposição, embora esse método tivesse seus próprios riscos, já que os corpos frequentemente eram exibidos publicamente antes do enterro. Alguns eram retirados de residências particulares; em 1831, o The Times relatou que "um grupo de ressurreicionistas" invadiu uma casa em Bow Lane e levou o corpo de uma idosa, que estava sendo "velada" por amigos e vizinhos. Os ladrões, aparentemente, "agiram com a mais revoltante indecência, arrastando o cadáver em suas roupas mortuárias pela lama da rua". Corpos também eram removidos — sem autoridade legal — de prisões e hospitais navais e militares.
Enquanto alguns cirurgiões evitavam cadáveres humanos em favor de réplicas, moldes de gesso, modelos de cera e animais, corpos também eram retirados de cemitérios hospitalares. Escavações recentes no Hospital Real de Londres [en] parecem corroborar alegações feitas há quase 200 anos de que a escola do hospital era "inteiramente abastecida por corpos de seus próprios pacientes".

## Dissecação e anatomia

### Visão pública

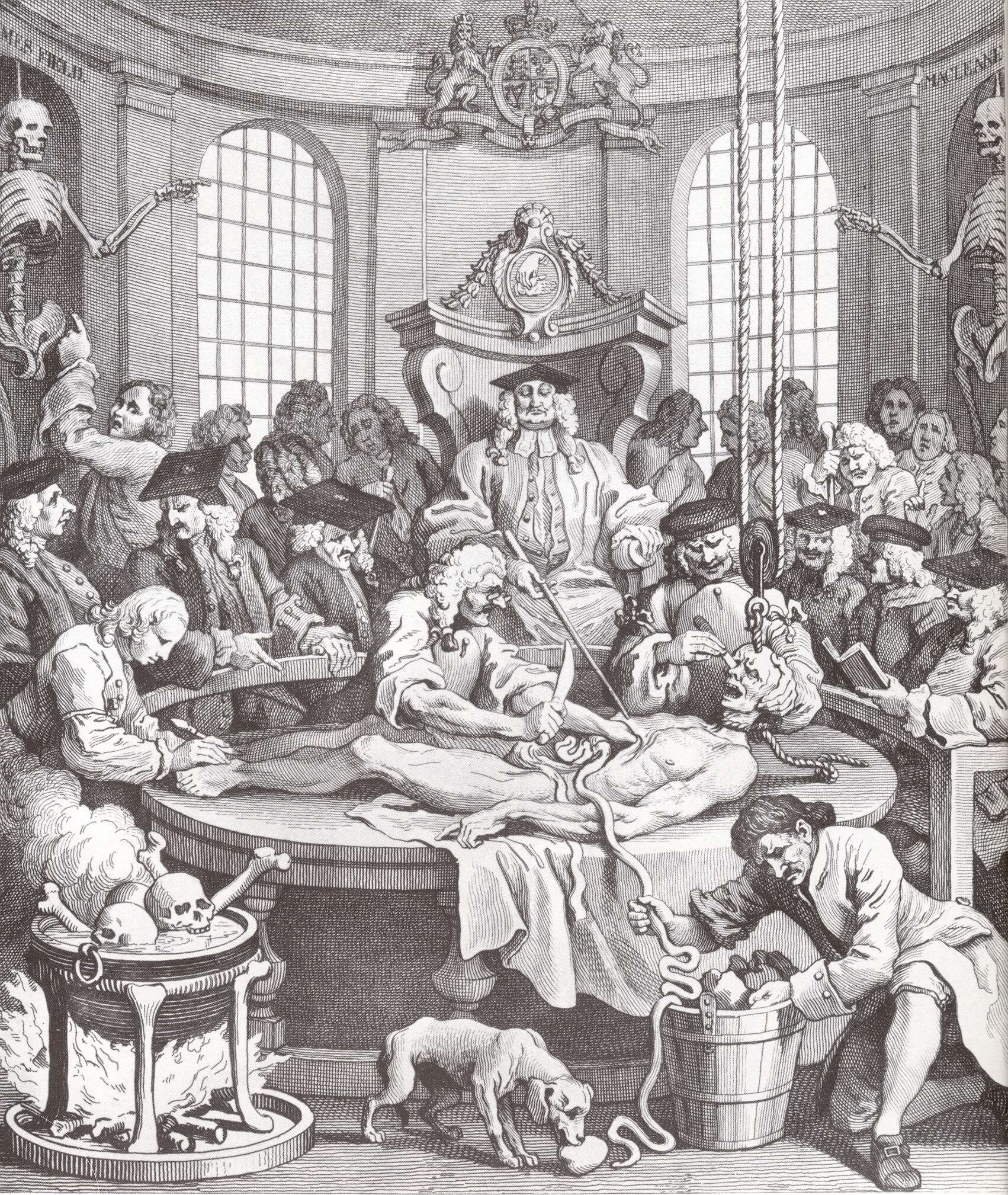
O Prêmio da Crueldade (1751), por William Hogarth. Um criminoso é dissecado por cirurgiões. A imagem contém várias referências a superstições populares sobre o cadáver humano e seu tratamento pela lei inglesa.

A transferência das execuções de Londres, de Tyburn para a Prisão de Newgate, em 1783, reduziu a probabilidade de interferência pública e fortaleceu o controle das autoridades sobre os criminosos. No entanto, a visão da sociedade sobre a dissecação permanecia inequívoca; a maioria preferia a exibição pública à abertura de um cadáver. Martin Gray, condenado à morte em 1721 por retornar cedo do transporte penal, estava "muito assustado, temendo que seu corpo fosse cortado, rasgado e mutilado após a morte, e enviou sua esposa ao tio para obter dinheiro para evitar isso". Vincent Davis, condenado em 1725 por assassinar sua esposa, disse que preferia ser "pendurado em correntes" a ser "anatomizado" e, para isso, "enviou muitas cartas a todos os seus antigos amigos e conhecidos para formar um grupo e impedir os cirurgiões em seus intentos sobre seu corpo". Há casos de criminosos que sobreviveram à queda curta, mas a dissecação do corpo eliminava qualquer esperança de escapar da morte. Os anatomistas eram popularmente vistos como interessados na dissecação apenas como executores da lei, uma relação estabelecida pelos reis Jaime IV e Henrique VIII. Thomas Wakley, editor do The Lancet, escreveu que isso diminuía "o caráter da profissão na mente do público". Também se acreditava que o trabalho dos anatomistas tornava o dono do corpo irreconhecível na vida após a morte. Portanto, embora menos odiados que os ressurreicionistas que empregavam, os anatomistas permaneciam em risco de ataque. Parentes de um homem executado em 1820 mataram um anatomista e atiraram no rosto de outro, enquanto, em 1831, após a descoberta de carne humana enterrada e três corpos dissecados, uma multidão incendiou um teatro anatômico [en] em Aberdeen. O proprietário do teatro, Andrew Moir, escapou por uma janela, enquanto dois de seus alunos foram perseguidos pelas ruas.
Alguns aspectos da visão popular sobre a dissecação foram exemplificados pelo painel final de Os Quatro Estágios da Crueldade de William Hogarth, uma série de gravuras que retratam a jornada de um criminoso até o teatro anatômico. O cirurgião-chefe (John Freke [en]) aparece como um magistrado, supervisionando o exame do corpo do assassino Tom Nero pela Companhia de Cirurgiões. Segundo a autora Fiona Haslam, a cena reflete a visão popular de que os cirurgiões eram, "em geral, desrespeitáveis, insensíveis ao sofrimento humano e propensos a vitimar as pessoas da mesma forma que os criminosos vitimavam suas presas". Outra crença popular aludida por Hogarth era que os cirurgiões eram tão ignorantes do respeito devido aos seus sujeitos que permitiam que os restos se tornassem miúdos. Na realidade, o tratamento bruto dado pelos ladrões de corpos aos cadáveres continuava nas instalações para as quais eram entregues. Joshua Brookes uma vez admitiu que chutou um cadáver em um saco escada abaixo, enquanto Robert Christison [en] reclamou da "indecência chocante sem qualquer inteligência qualificante" demonstrada por um conferencista masculino que dissecou uma mulher. Travessuras também eram comuns; um estudante de Londres que, brincando, jogou uma perna amputada por uma chaminé doméstica, em uma panela de ensopado de uma dona de casa, causou um tumulto.

### Lei de Anatomia de 1832

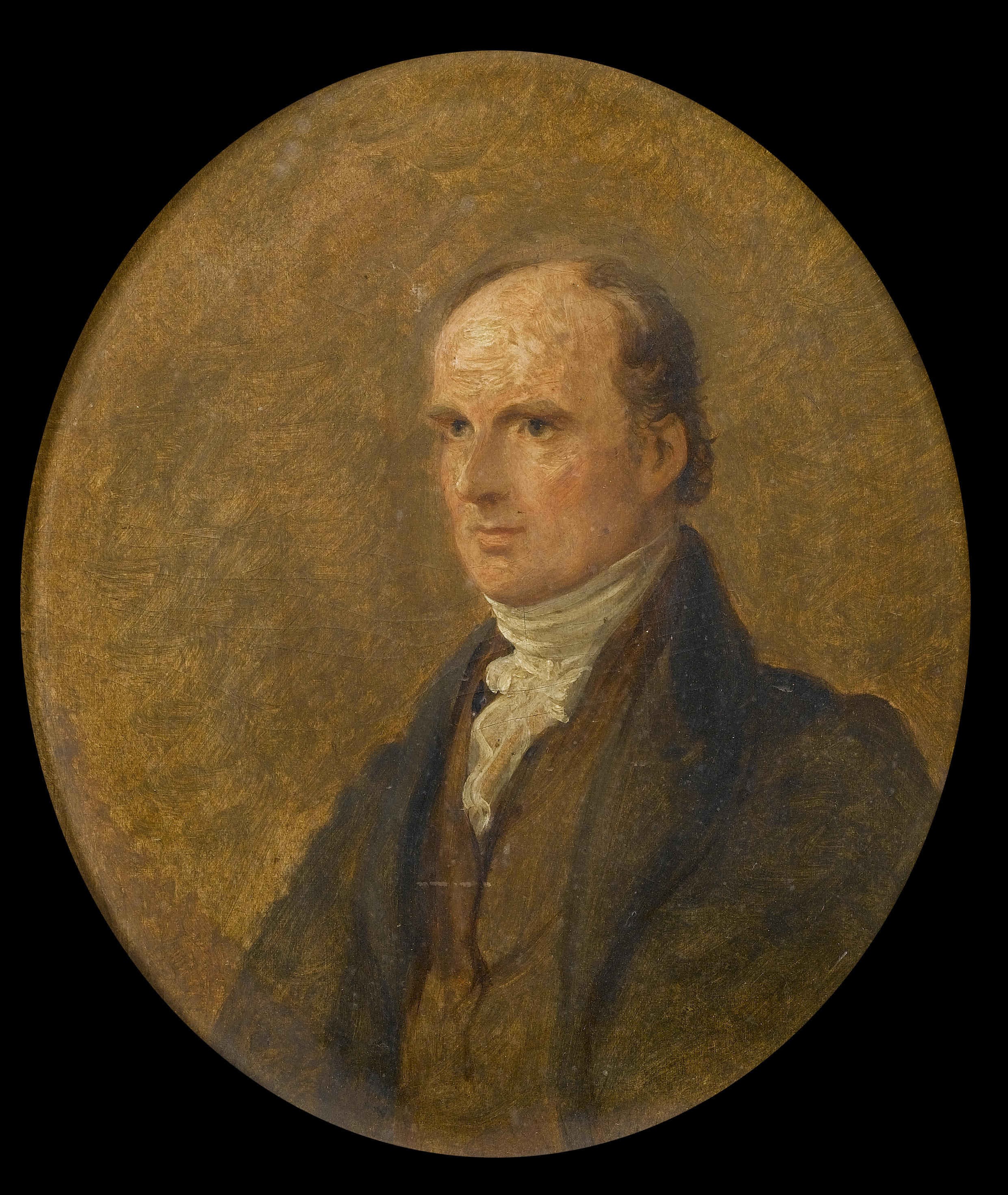
Henry Warburton (1833), por en. Warburton foi o autor do relatório do Comitê Seleto de 1828 sobre Anatomia e apresentou dois projetos de lei ao Parlamento, o segundo dos quais tornou-se a Lei de Anatomia de 1832.

Em março de 1828, em Liverpool, três réus acusados de conspiração e obtenção e recebimento ilegal de um cadáver enterrado em Warrington foram absolvidos, enquanto os outros dois foram considerados culpados de posse. O comentário do juiz presidente, de que "o desenterro de corpos para dissecação era uma ofensa passível de punição", levou o Parlamento a criar o Comitê Seleto de 1828 sobre Anatomia. O comitê coletou evidências de 40 testemunhas: 25 membros da profissão médica, 12 funcionários públicos e 3 ressurreicionistas, que permaneceram anônimos. Foram discutidos a importância da anatomia, o fornecimento de corpos para dissecação e a relação entre anatomistas e ressurreicionistas. O comitê concluiu que a dissecação era essencial para o estudo da anatomia humana e recomendou que os anatomistas fossem autorizados a se apropriar dos corpos de indigentes.
O primeiro projeto de lei foi apresentado ao Parlamento em 1829 por Henry Warburton [en], autor do relatório do Comitê Seleto. Após uma defesa vigorosa dos pobres pelos pares na Câmara dos Lordes, ele foi retirado, mas quase dois anos depois, Warburton apresentou um segundo projeto, pouco após a execução de John Bishop e Thomas Williams. Os London Burkers, como os dois homens eram conhecidos, foram inspirados por uma série de assassinatos cometidos por William Burke e William Hare, dois irlandeses que venderam os corpos de suas vítimas para Robert Knox, um cirurgião escocês. Embora Burke e Hare nunca tenham roubado sepulturas, seu caso rebaixou a visão pública dos ressurreicionistas de profanadores a potenciais assassinos. A onda resultante de ansiedade social ajudou a acelerar a aprovação do projeto de Warburton pelo Parlamento, e, apesar de muita desaprovação pública, com pouca oposição parlamentar, a Lei de Anatomia de 1832 tornou-se lei em 1º de agosto de 1832. Ela aboliu a parte da Lei de 1752 que permitia a dissecação de assassinos, encerrando a tradição centenária de anatomizar criminosos, embora não desencorajasse nem proibisse o roubo de corpos ou a venda de cadáveres (cujo status legal permanecia incerto). Outra cláusula permitia que o corpo de uma pessoa fosse entregue para "exame anatômico", desde que a pessoa em questão não tivesse objetado. Como os pobres eram frequentemente pouco alfabetizados e, portanto, incapazes de deixar instruções escritas em caso de morte, isso significava que os mestres de instituições de caridade, como workhouses, decidiam quem iria para a mesa do anatomista. Uma estipulação de que testemunhas poderiam intervir também foi abusada, pois tais testemunhas poderiam ser outros internos sem poder para objetar ou funcionários de casas de trabalho que poderiam ganhar dinheiro por meio de ignorância deliberada.
Apesar da aprovação da Lei de Anatomia, a ressurreição permaneceu comum, pois o fornecimento de corpos de indigentes não reclamados inicialmente se mostrou insuficiente para atender à demanda. Relatos de roubo de corpos persistiram por alguns anos; em 1838, os Comissários da Lei dos Pobres [en] relataram sobre dois ressurreicionistas mortos que contraíram uma doença de um cadáver pútrido que haviam desenterrado. Em 1844, o comércio praticamente não existia mais. Um caso isolado foi notado em Sheffield, no Cemitério de Wardsend, em 1862.